# Minotaur IV
Il Minotaur IV è un razzo vettore sviluppato da parte della Orbital Sciences Corporation, ora Orbital ATK, sulla base del missile balistico intercontinentale LGM-118 Peacekeeper. Ha eseguito il suo primo volo suborbitale (nella versione Minotaur IV Lite dotata dei soli primi tre stadi) il 22 aprile del 2010 nell'ambito del programma di ricerca del veicolo ipersonico HTV-2.
Il Minotaur IV è costituito di 4 stadi a propellente solido in grado di inserire in orbita terrestre bassa (LEO) un carico di 1591 kg (che aumentano a 1837 kg per la versione Minotaur IV+ che utilizza come 4º stadio lo STAR 48BV al posto dell'Orion 38).
I primi tre stadi del lanciatore sono costituiti da motori ricondizionati (senza modifiche ulteriori) provenienti dallo stock di missili balistici LGM-118 Peacekeeper dismessi nel 2005 dall'USAF. Nella versione basica, il quarto stadio è costituito dal motore Orion 38, inizialmente sviluppato dall'Orbital Sciences Corporation per il lanciatore Pegasus. La versione Minotaur IV+, invece, prevede al posto dell'Orion 38 un quarto stadio costituito dal motore STAR 48, un quinto stadio con uno STAR 37 ed un modulo di manovra dotato di motori ad idrazina in caso di particolari inserzioni orbitali come il rilascio successivo di più carichi su orbite differenti.